# Padroeira II

Vista aérea do bairro Jardim Padroeira

PadroeiraII  é um bairro localizado no município de  Osasco, São Paulo, Brasil. É delimitado ao Norte pelos
bairros São Pedro e Jardim Roberto; a Leste com os bairros Jardim Roberto e 
Santo Antônio; ao Sul com o bairro Jardim Veloso; a Oeste com o bairro 
Bandeiras. Os loteamentos do bairro são: Vila São Francisco; Jardim Turíbio I; 
Jardim Turíbio II; Jardim Padroeira I; Jardim Padroeira II; Vila Vitória; Jardim Amado; 
Jardim Xandó; Vila Lofredo; Vila Roseli; Vila José Diniz; Vila Manzini; Jardim Henrique.

## Principais vias
- Avenida Benedito Alves Turíbio
- Avenida José Barbosa de Siqueira
- Avenida Santiago Rodilha
- Rua Manoel Gomes Gonçalves
- Rua Achiles Belline
- Rua Maria de Lourdes Galvão de França[1]

## Educação
- Creche Sérgio Zanardi Viela II e III
- Creche João Correia
- EMEI Professora Dalva Mirian Portella Machado
- EMEF Benedito Alves Turíbio
- EE Leonardo Vilas Boas
- EE Irmã Gabriela Maria Elizabeth Wienkem[1]

## Saúde
- UBS III Getulino José Dias[1]

## Dados da segurança pública do bairro
| Ocorrências de 2004           | Números | Porcentagem % |
| ----------------------------- | ------- | ------------- |
| Homicídio doloso              | 5       | 1,91          |
| Tentativa de homicídio doloso | 8       | 3,05          |
| Encontro de cadáver           | 1       | 0,38          |
| Estupro                       | 4       | 1,53          |
| Tentativa de estupro          | 1       | 0,38          |
| Corrupção de menores          | 2       | 0,76          |
| Tráfico de entorpecentes      | 4       | 1,53          |
| Furto                         | 73      | 27,86         |
| Roubo                         | 100     | 38,17         |
| Roubo de veículos             | 34      | 12,98         |
| Furto de veículos             | 30      | 11,45         |
| Total Ocorrências             | 262     | 100,0         |

Fonte - Secretaria de Gestão Estratégica – Pesquisa - 2005